# Rio de Janeiro (microregio)
Rio de Janeiro is een van de 18 microregio's van de Braziliaanse deelstaat Rio de Janeiro. Zij ligt in de mesoregio Metropolitana do Rio de Janeiro en grenst aan de microregio's Lagos, Macacu-Caceribu, Serrana, Vassouras en Itaguaí. De microregio heeft een oppervlakte van ca. 4.557 km². In 2006 werd het inwoneraantal geschat op 11.446.019.
Zestien gemeenten behoren tot deze microregio:
- Belford Roxo
- Duque de Caxias
- Guapimirim
- Itaboraí
- Japeri
- Magé
- Maricá
- Mesquita
- Nilópolis
- Niterói
- Nova Iguaçu
- Queimados
- Rio de Janeiro
- São Gonçalo
- São João de Meriti
- Tanguá

Mesoregio's: Baixadas Litorâneas · Centro Fluminense · Metropolitana do Rio de Janeiro · Noroeste Fluminense · Norte Fluminense · Sul Fluminense

Microregio's: Bacia de São João · Baía da Ilha Grande · Barra do Piraí · Campos dos Goytacazes · Cantagalo-Cordeiro · Itaguaí · Itaperuna · Lagos · Macacu-Caceribu · Macaé · Nova Friburgo · Rio de Janeiro · Santa Maria Madalena · Santo Antônio de Pádua · Serrana · Três Rios · Vale do Paraíba Fluminense · Vassouras